# جوزپه گرابی

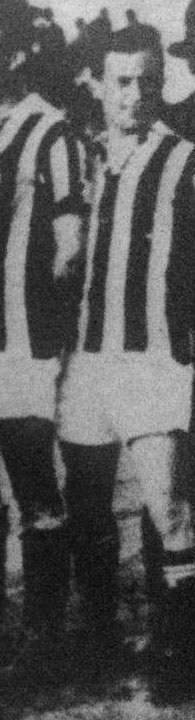
جوزپه گرابی

جوزپه گرابی (به ایتالیایی: Giuseppe Grabbi) بازیکن فوتبال اهل ایتالیا است که از سال ۱۹۲۴ میلادی عضو تیم ملی فوتبال ایتالیا بوده و در ۱ بازی ملی حضور داشته‌است. او در بازی‌های ملی‌اش گلی به ثمر نرساند.
جوزپه گرابی آخرین بازی ملی خود را در سال ۱۹۲۴ میلادی انجام داد.